# Догато (Ферара)
Догато је насеље у Италији у округу Ферара, региону Емилија-Ромања.
Према процени из 2011. у насељу је живело 852 становника. Насеље се налази на надморској висини од 1 м.